# Gebenbach
Gebenbach là một đô thị ở huyện Amberg-Sulzbach bang Bayern nước Đức. Đô thị Gebenbach có diện tích 18,17 km², dân số thời điểm ngày 31 tháng 12 năm 2006 là 951 người.